# 特雷瓦戈
特雷瓦戈，是西班牙卡斯蒂利亚-莱昂索里亚省的一个市镇。总面积20平方公里，总人口68人（2001年），人口密度3人/平方公里。